# Stronie (zatoka)

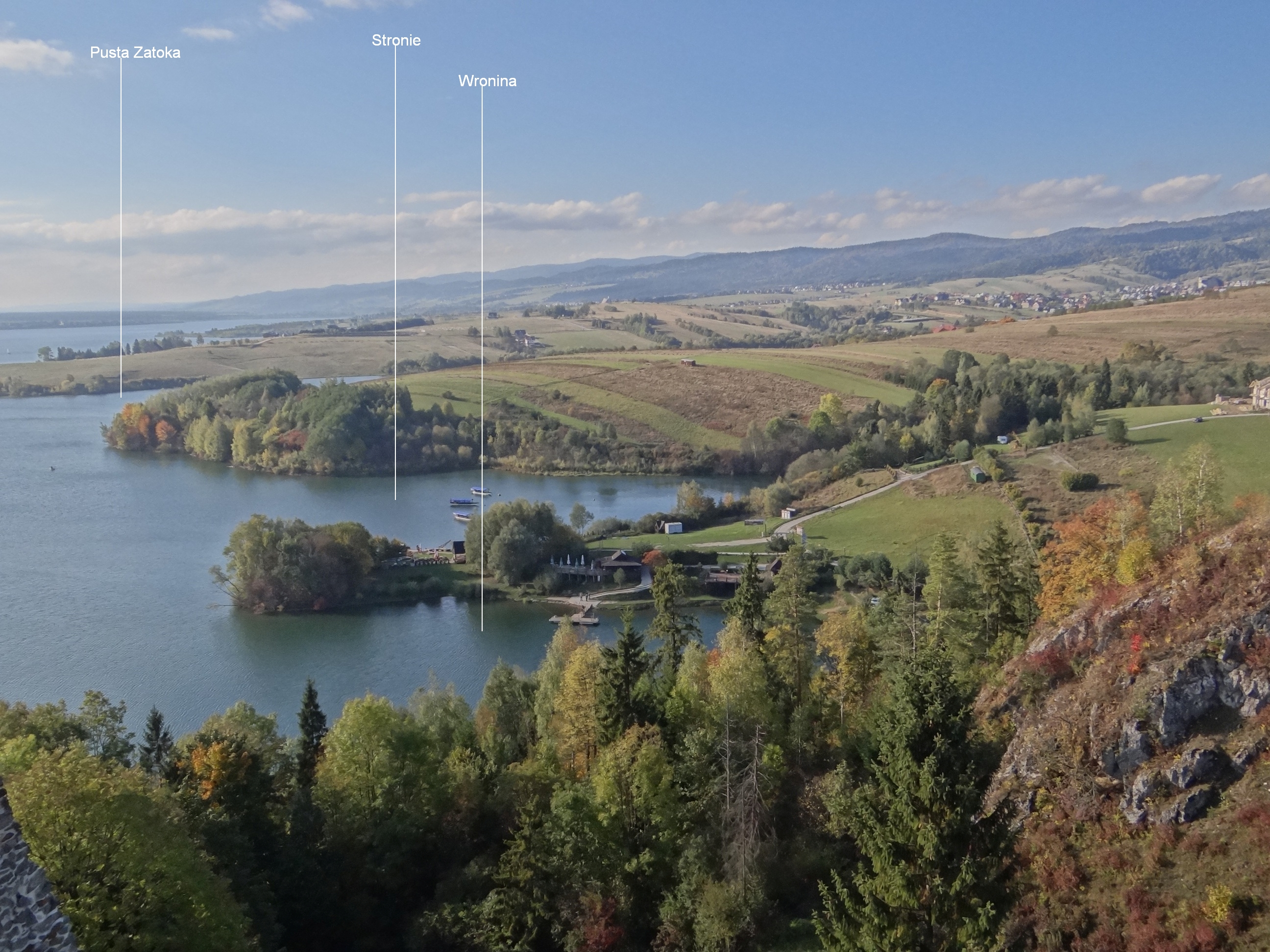

Stronie – zatoka na lewym brzegu Jeziora Czorsztyńskiego. Jej środkiem biegnie granica między miejscowościami Czorsztyn i Kluszkowce w województwie małopolskim, w powiecie nowotarskim, w gminie Czorsztyn.
Dawniej była to dolina niewielkiego, bezimiennego potoku, po wybudowaniu zapory wodnej na Czorsztyńskim Przełomie i napełnianiu Jeziora Czorsztyńskiego wodą, stała się zatoką. Nazwa zatoki pochodzi od nieistniejącej już, zalanej wodą osady Stronie. Po północno-zachodniej stronie zatoki znajdują się należące do Kluszkowców pola Stronia i Podstronia. Na wschodnim brzegu zatoki jest osada Wronina, a w niej pomost i przystań wodna.
Wokół zatoki i całego Jeziora Czorsztyńskiego prowadzi szlak rowerowy.